# Aranka Binder
Aranka Binder (serbisch-kyrillisch Аранка Биндер; * 19. Juni 1966 in Sombor, Sozialistische Föderative Republik Jugoslawien) ist eine ehemalige serbische Sportschützin.

## Erfolge
Aranka Binder nahm an drei Olympischen Spielen teil. An den Olympischen Spielen 1992 in Barcelona durfte Jugoslawien nicht mit einer offiziellen Mannschaft teilnehmen, für die Spiele qualifizierte Athleten durften in Einzelwettbewerben aber als unabhängige Olympiateilnehmer starten. In den Schießwettbewerben gewannen die unabhängigen Olympiateilnehmer drei Medaillen, Binder zog dabei mit dem Luftgewehr mit 393 Punkten ins Finale ein. In diesem erzielte sie 102,1 Punkte und erhielt mit insgesamt 495,1 Punkten als Dritte die Bronzemedaille. Bei den Olympischen Spielen 1996 in Atlanta belegte sie mit dem Luftgewehr den neunten Platz, im Kleinkaliber-Dreistellungskampf Rang 22. Vier Jahre später schloss Binder die Olympischen Spiele in Sydney im Wettbewerb mit dem Luftgewehr auf dem 15. Platz und im Dreistellungskampf auf dem 23. Platz ab.
Binder ist verheiratet und hat zwei Kinder.